# Порт Південний (Палдіскі)
59°20′00″ пн. ш. 24°05′00″ сх. д. / 59.333333333333° пн. ш. 24.083333333333° сх. д.
Порт Південний — вантажний порт, розташована в Палдіскі, Естонія, за 45 км на захід від столиці Таллінна.
Гавань належить Талліннському порту. 
Порт Південний Палдіскі є головним ро-ро портом Естонії. 
Основні групи вантажів, що обробляються в порту: ро-ро, генеральні вантажі/насипні вантажі, тверді насипні вантажі та наливні вантажі. 
Стратегічну увагу було зміщено на обробку вантажів рухомого складу та обробку естонських імпортно-експортних товарів, а також обробку різноманітних вантажів, що проходять через Естонію транзитом. 
Трендом зростання є транспортне та передпродажне обслуговування нових легкових автомобілів.

## Ро-Ро
В порту надається широкий спектр послуг для всіх видів колісних вантажів: причепів і напівпричепів; ролл-трейлери та МАФІ, в т.ч. контейнери на ролл-трейлерах; нові легкові, вантажні та автобуси; сільськогосподарська та будівельна техніка. 
Крім того, різні види проєктних вантажів і вантажів High & Heavy обслуговуються лініями Ro-Ro, які заходять в порт. 
Значні обсяги такого роду вантажів, а також важкої техніки завантажуються на залізницю та відправляються на ринки Росії та Центральної Азії.
Порт Південний Палдіскі має найширшу мережу ліній Ро-Ро в країнах Балтії зі сполученням з портами, розташованими у Фінляндії, Швеції, Росії, Нідерландах, Бельгії, Німеччині та Великої Британії.
У Південній гавані Палдіскі є три термінали загальною площею 25 га для обслуговування нових автомобілів, що перевантажуються через порт на ринок Естонії та Балтії, а також до Росії. 
Потужність перевалки нових автомобілів через Талліннський порт становить до 300 000 одиниць.
Зберігання, транспортування автомобільним та залізничним транспортом, а також послуги ПДІ та РРО надаються. 
Портова інфраструктура готова обслуговувати регулярні лінії Ro-Ro з новими автомобілями на борту, а також судна PCC.